# Florianópolis storstadsområde

Florianópolis storstadsområde

Florianópolis storstadsområde har sin kärna sammansatt av staden Florianópolis, huvudstad i delstaten Santa Catarina i Brasilien, plus åtta angränsande kommuner. Runt denna kärna utgör 13 kommuner expansionsområdet, totalt 22 kommuner i storstadsområdet. Florianópolis storstadsområde är berömt en av regionerna med den bästa livskvaliteten i landet och har den högsta HDI (0,859) bland alla storstadsregioner i Brasilien.
Regionen är ett av de viktigaste naven i Brasiliens teknikindustri, särskilt Florianópolis, där turism, byggande, handel och tjänstesektorn sticker ut. I kommunerna som omger huvudstaden, särskilt São José, Palhoça och Biguaçu, finns ett diversifierat och växande industricentrum, samt viktiga service- och affärsområden. Dessutom presenterar de flesta kommuner i expansionsområdet sig som viktiga områden för jordbruk.

## Kommuner
| Kommun                                           | Folkmängd (2018)       | Area (km²)             | Befolkningstäthet (inv./km²) | BNP i tusen reais (2016) | BNP per capita i reais (2016) |
| Storstadsområdes kärna                           | Storstadsområdes kärna | Storstadsområdes kärna | Storstadsområdes kärna       | Storstadsområdes kärna   | Storstadsområdes kärna        |
| ------------------------------------------------ | ---------------------- | ---------------------- | ---------------------------- | ------------------------ | ----------------------------- |
| Florianópolis                                    | 492 977                | 675,409                | 729,89                       | 18 657 157               | 39 048                        |
| São José                                         | 242 927                | 150,453                | 1 614,63                     | 9 903 953                | 41 960                        |
| Palhoça                                          | 168 259                | 395,133                | 425,82                       | 4 377 574                | 27 123                        |
| Biguaçu                                          | 67 458                 | 367,891                | 183,36                       | 1 521 845                | 23 224                        |
| Santo Amaro da Imperatriz                        | 22 905                 | 344,049                | 66,57                        | 745 719                  | 33 491                        |
| Governador Celso Ramos                           | 14 333                 | 117,185                | 122,31                       | 267 700                  | 19 003                        |
| Antônio Carlos                                   | 8 411                  | 233,574                | 36,01                        | 599 249                  | 72 874                        |
| Águas Mornas                                     | 6 378                  | 327,358                | 19,48                        | 146 556                  | 23 615                        |
| São Pedro de Alcântara                           | 5 709                  | 140,016                | 40,77                        | 73 629                   | 13 416                        |
| Totalt (eller genomsnitt) storstadsområdes kärna | 1 029 357              | 2 751,068              | 374,16                       | 36 293 382               | 32 639                        |
| Expansionsområde                                 |                        |                        |                              |                          |                               |
| Alfredo Wagner                                   | 9 984                  | 732,768                | 13,62                        | 271 764                  | 27 437                        |
| Angelina                                         | 4 860                  | 500,037                | 9,71                         | 113 613                  | 22 731                        |
| Anitápolis                                       | 3 236                  | 542,12                 | 5,96                         | 59 857                   | 18 412                        |
| Canelinha                                        | 12 080                 | 152,56                 | 79,18                        | 164 998                  | 14 005                        |
| Garopaba                                         | 22 568                 | 115,405                | 195,55                       | 478 039                  | 22 159                        |
| Leoberto Leal                                    | 3 083                  | 291,214                | 10,58                        | 77 081                   | 24 247                        |
| Major Gercino                                    | 3 430                  | 306,178                | 11,20                        | 46 242                   | 13 537                        |
| Nova Trento                                      | 14 312                 | 402,891                | 35,52                        | 507 931                  | 36 644                        |
| Paulo Lopes                                      | 7 418                  | 449,679                | 16,49                        | 172 811                  | 23 731                        |
| Rancho Queimado                                  | 2 868                  | 286,288                | 10,01                        | 107 124                  | 37 456                        |
| São Bonifácio                                    | 2 862                  | 460,364                | 6,21                         | 55 448                   | 18 976                        |
| São João Batista                                 | 36 244                 | 200,582                | 180,69                       | 752 531                  | 22 200                        |
| Tijucas                                          | 37 645                 | 279,578                | 134,64                       | 1 390 565                | 38 445                        |
| Totalt (eller genomsnitt) expansionsområde       | 160 590                | 4 719,664              | 34,02                        | 4 198 004                | 24 613                        |
| Totalt (eller genomsnitt) storstadsområde        | 1 189 947              | 7 470,732              | 159,28                       | 40 491 386               | 27 897                        |

## Galleri

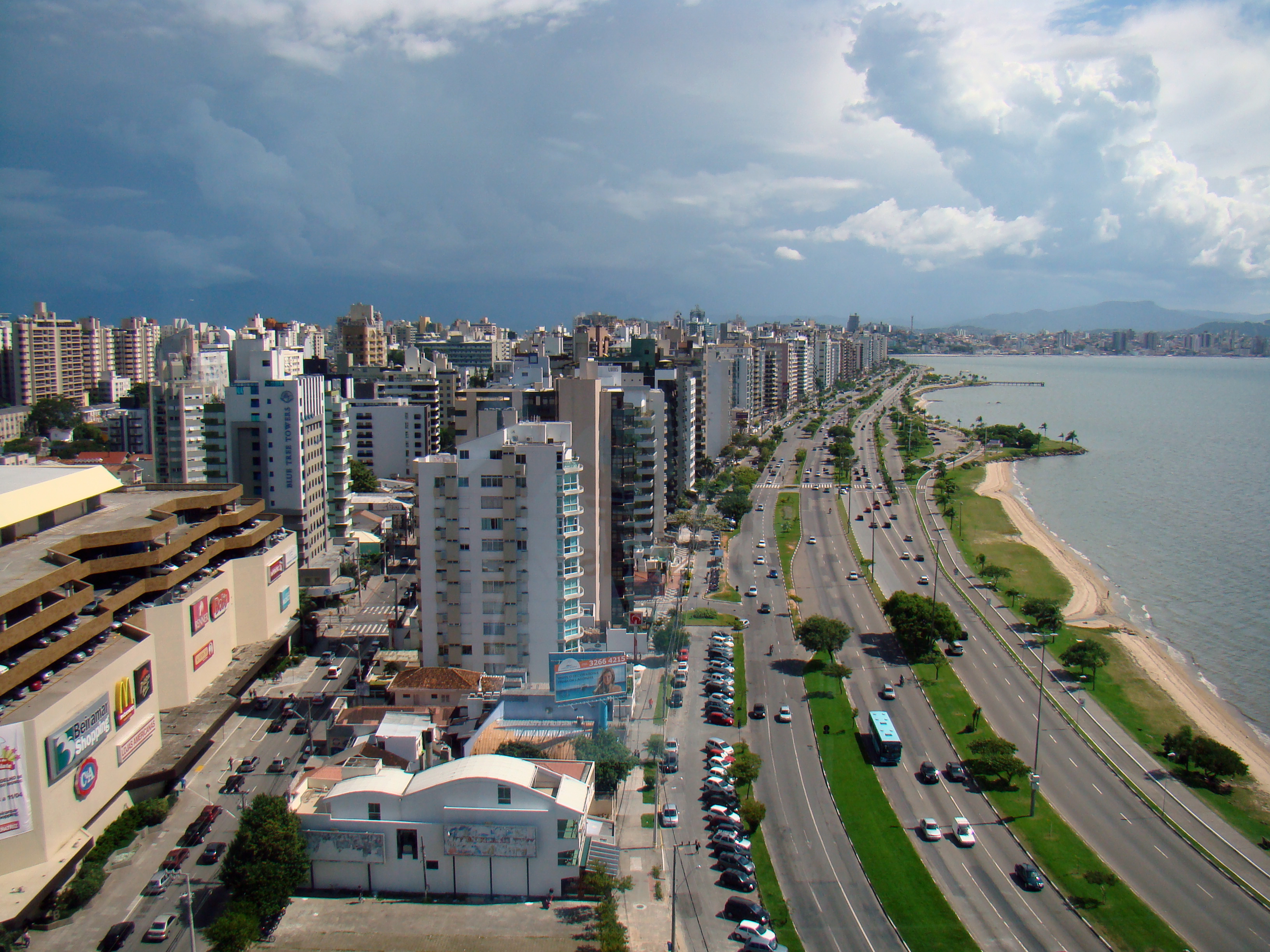
Florianópolis
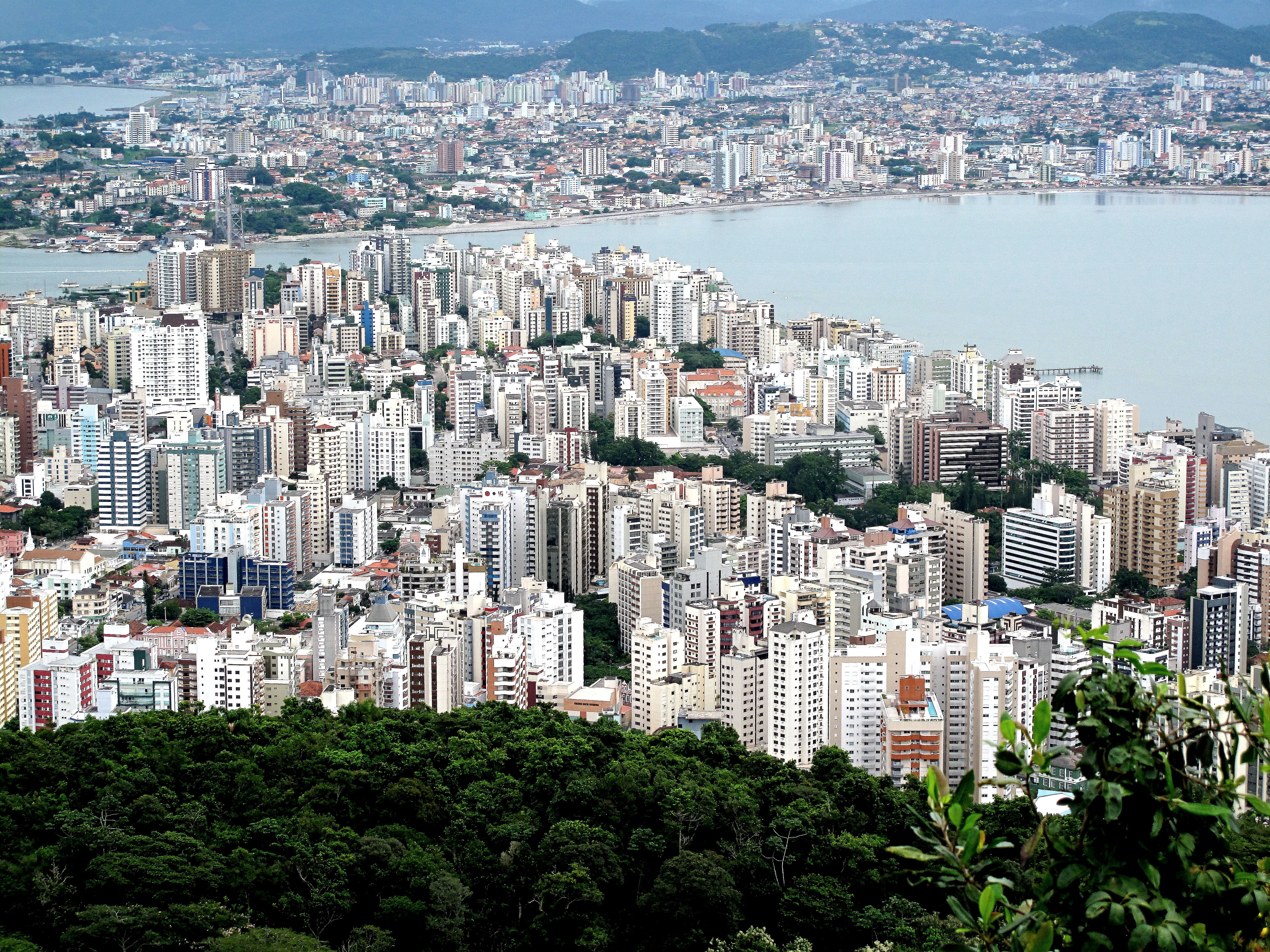
Florianópolis
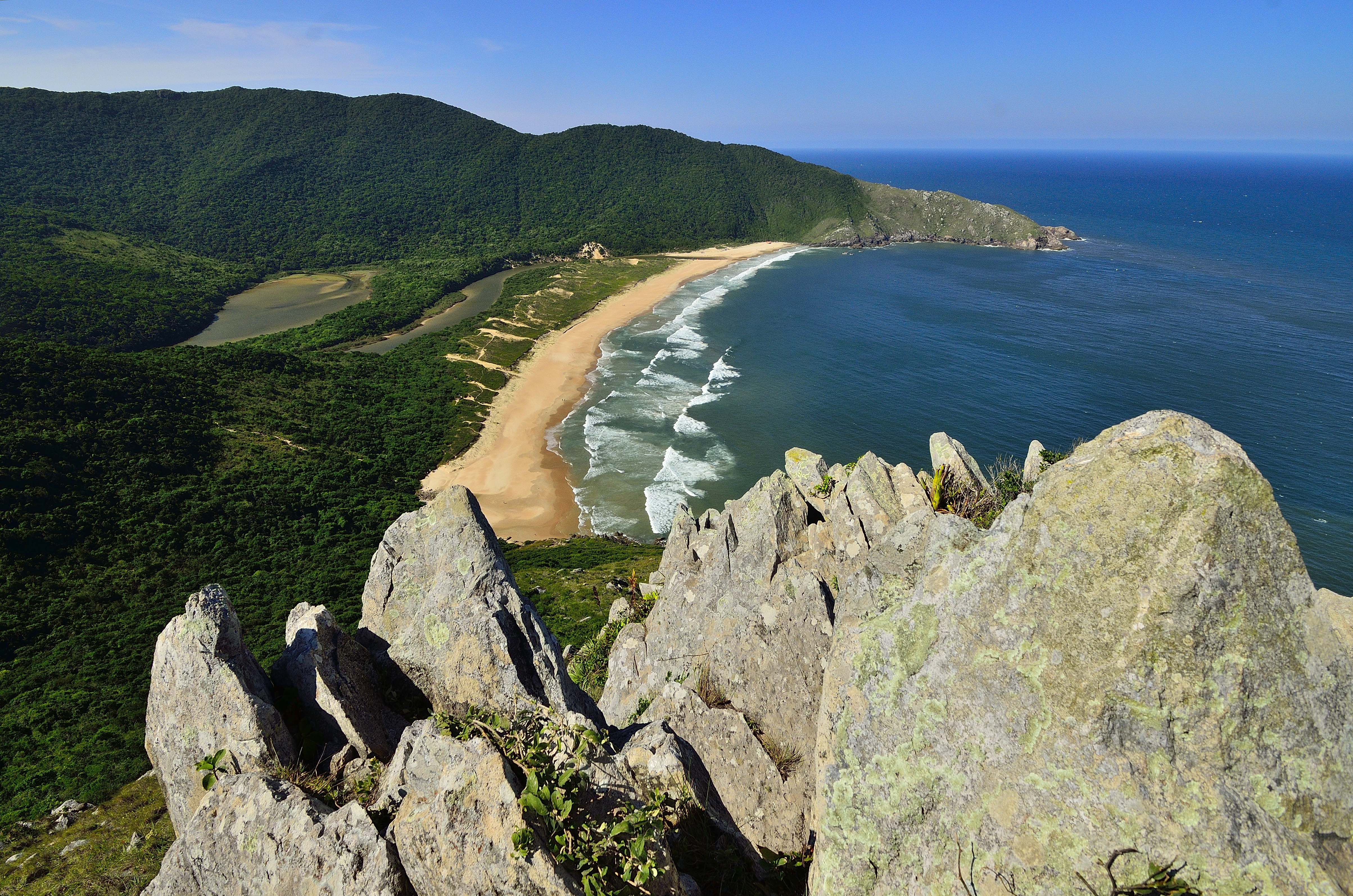
Alto paraiso - En av de många stränderna i Florianópolis
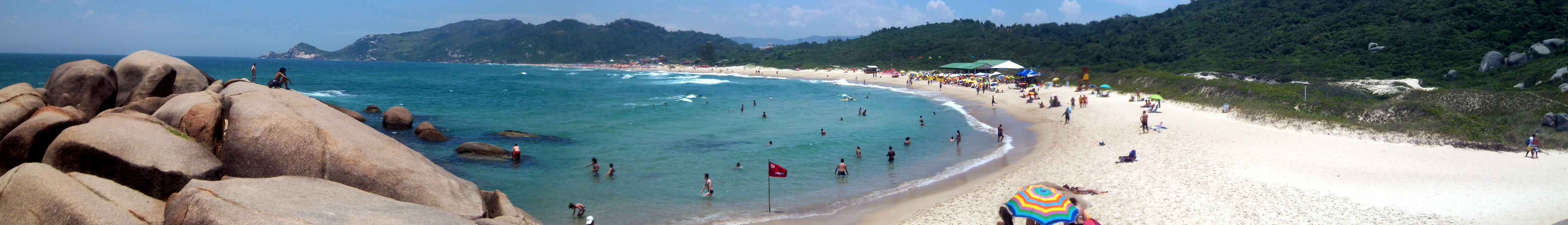
Praia Mole - En av de många stränderna i Florianópolis
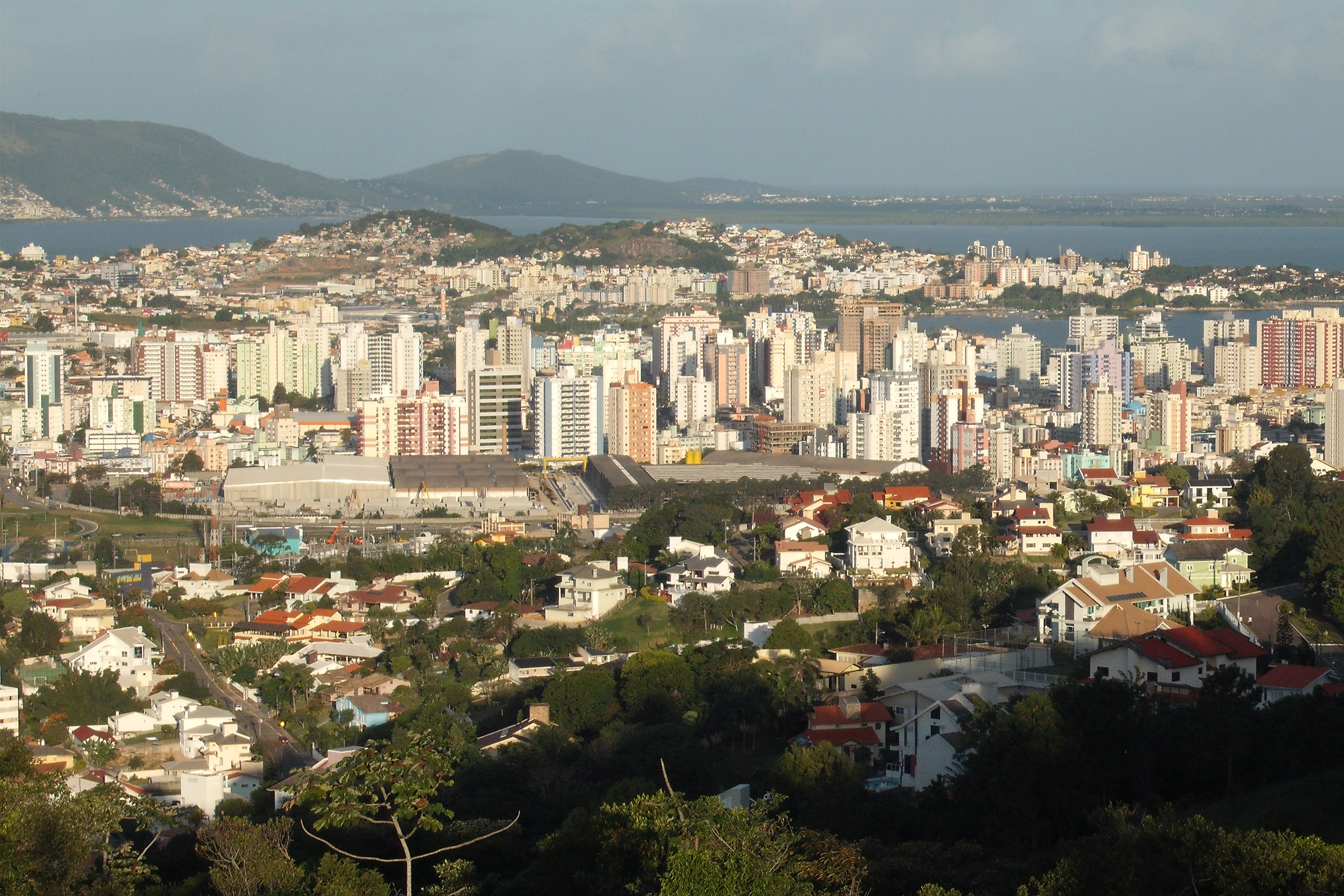
São José